# Щетинин, Евгений Николаевич

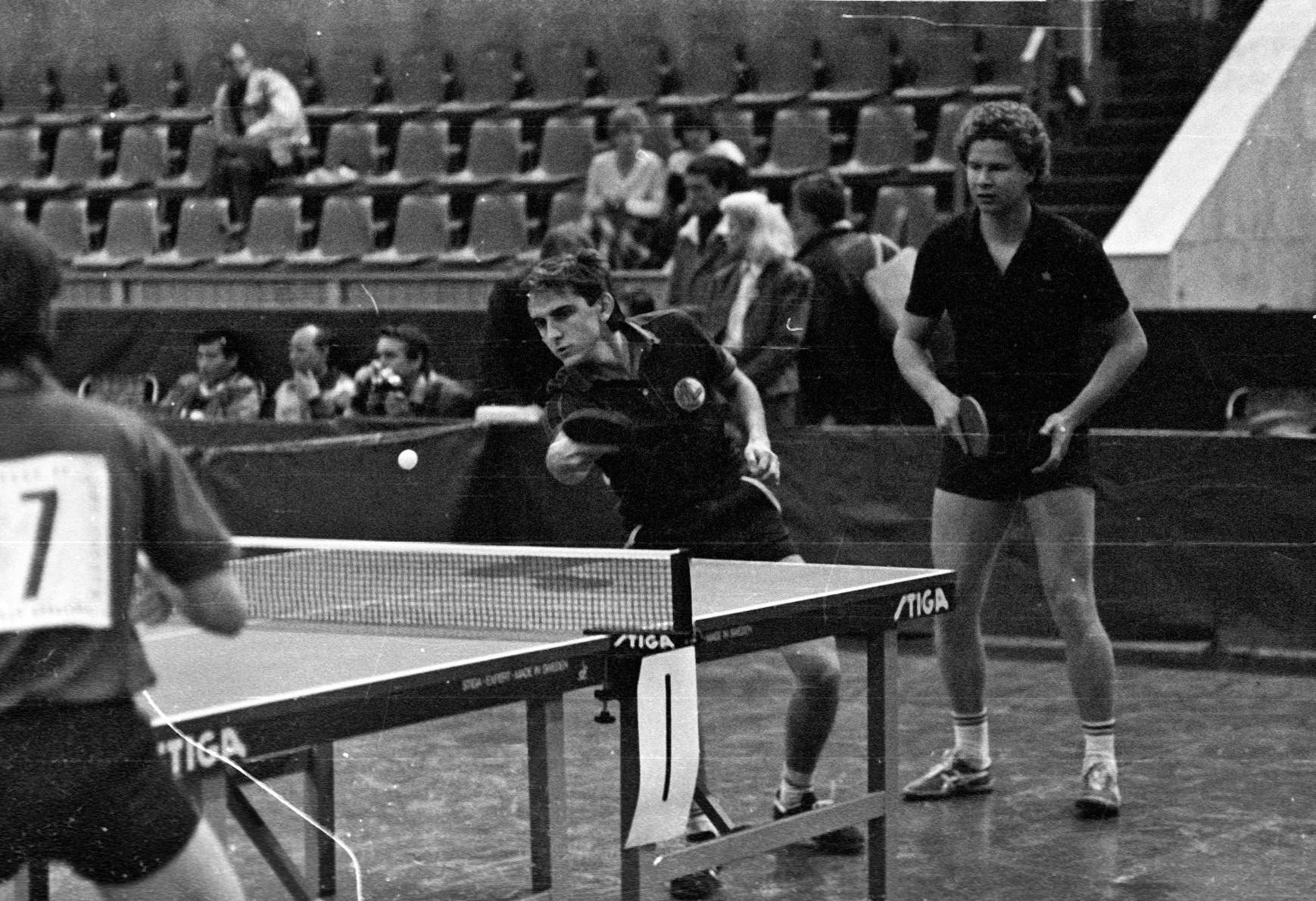
Евгений Щетинин и Игорь Солопов в 1988 году

Евге́ний Никола́евич Щети́нин (бел. Яўген Шчацінін; 1 февраля 1970, Минск, Белорусская ССР) — советский и белорусский игрок в настольный теннис, заслуженный мастер спорта Республики Беларусь (2004). Неоднократный призёр чемпионатов Европы по настольному теннису, дважды (в 1996 и в 2000 годах) участвовал в Олимпийских играх.

## Спортивные достижения
В 1991 году — чемпион СССР в составе команды Нижнего Новгорода. В 2005 году — чемпион Германии в составе Вюрцбурга. В 2009 году — серебряный призёр Клубного чемпионата России. Неоднократный призёр чемпионата Европы, в том числе в 2003 году чемпион Европы в мужской паре с Чэнь Вэйсином.
Клубы: Первый клуб «ДЮСШ № 8» г. Минска, в дальнейшем «Борзум», «Вюрцбург», «Бюнде», «УГМК»
До января 2015 года входил в сотню лучших игроков мира.

## Стиль игры
Евгений Щетинин играет в стиле классической защиты, правша, держит ракетку европейской хваткой. По оценкам специалистов один из сильнейших защитников на территории бывшего СССР.
Инвентарь
- Основание — заказное с карбоном (количество слоёв: 3+2)
- Открытая — TSP Triple Spin Chop 1,0 мм (чёрная, гладкая)
- Закрытая — TSP Curl p1-R 1,0-1,3 мм (красная, длинные шипы)